# Натуралистическая парадигма
Натуралистическая парадигма (англ. naturalistic paradigm) — это одна из четырех теорий коммуникаций малых групп. Как общая теория систем, натуралистическая парадигма является общим подходом, который применим ко многим отраслям коммуникаций и академическим дисциплинам.

## Описание
Натуралистическая парадигма предполагает, что существует несколько интерпретаций реальности. Целью исследователей, работающих в рамках этого подхода — понять, как люди строят свою собственную реальность в их социальном контексте.

## Области применения

### В политике
Натуралистическая парадигма ориентируется на рассмотрение человека как части природы и объяснение политики влиянием природной среды: географическими, климатическими факторами, биологическими и расовыми особенностями людей, врожденными психическими свойствами и т. д. Она объясняет природу политики исходя из доминирующего влияния внесоциальных факторов, не приобретенных, а врожденных, неизменных для человека и общества.

### В социологии
Натуралистическая парадигма объединяет социологические направления, основанные на методах исследования, близких к методам естественных наук. В рамках данной парадигмы исследуется только объективный факт, практикуются математические и эмпирические методы исследования.

### В коммуникациях
Применительно к малым группам, Натуралистическая парадигма акцентирует внимание на «реальной жизни» групп.
Натуралистическая Парадигма обращается к главной ошибке в исследовании малых групп — уверенность в группах нулевой истории, в которых незнакомцы взаимодействуют в лаборатории, и решают искусственную проблему.

## Концепция (Коммуникации)
В отличие от Теории функциональных систем и Теории Структурации (Э.Гидденска), которые говорят о том, что есть измеримая, объективная действительность. Натуралистическая Парадигма предполагает, что коммуникаторы строят социальную действительность, именно таким образом, как они взаимодействуют. Исследование Натуралистической Парадигмы предполагает, что ценности и уклоны исследователей— это часть процесса исследования. Они рассматривают и изучают отношения между исследователями и участниками, как взаимозависимого и взаимосвязанного. Таким образом, коммуникаторы являются не просто объектами, которые будут изучены, а являются партнерами в процессе исследования.
Натуралистическая Парадигма сосредотачивает внимание исследователя на человеческом общении, именно на то, как это происходит в естественных условиях. В коммуникационном исследовании небольшой группы это означает, что исследователи изучают реальные группы в своих естественных условия. Например, исследователь может изучать культуру работы команды в местной организации. Или исследователь может изучить несколько команд или групп в организации, сосредоточив внимание на граничной проницаемости и групповой идентичности. Натуралистическая парадигма поощряет исследователей выйти за пределы правил и изучать группы такие как: семьи, религиозные группы и детские группы.

## Достоинства и недостатки
Самая важная отличительная черта в Натуралистической Парадигме — это свое виденье естественных малых групп.
- Во-первых, мы узнаем об особенностях и общих чертах коммуникационных методов и норм, поскольку члены группы координируют свои взаимодействия в повседневной жизни.

- Во-вторых, Натуралистическая Парадигма значительно расширяет наше представление о небольших группах и перемещает исследования малых групп в не традиционные исследования.

- В-третьих, исследования Натуралистической Парадигмы малых групп, привели к достижениям в коммуникационной теории и практике.

Натуралистическая Парадигма может показаться идеальным подходом, но к сожалению имеет свои недостатки.
- Первая проблема состоит в том, что может быть трудно определить то, что составляет группу в естественном урегулировании. Действительно ли люди — это группа, потому что они говорят, что являются группой? Или что имеет в виду исследователь при составлении этой группы?
- Во-вторых, теория требует, чтобы у исследователей и участников были равные уровни власти, но это равновесие достаточно трудно поддерживать. В конечном счете исследователь принимает окончательное решение, что включать, что не включать в отчет об исследовании. Кроме того, другие люди, такие как редакторы журнала и рецензенты, могут влиять на содержание отчета. Таким образом исследователь может столкнуться с противоречащими интересами в процессе публиковании информации, собранной в исследовании.
- В-третьих, как Символическая Теория Сходимости, исследования в Натуралистической Парадигме — это подсчеты, которые могут быть с погрешностями.

## Примечание
1. ↑  Предмет и основные парадигмы политической науки | Политология. Дата обращения: 30 ноября 2016. Архивировано 30 ноября 2016 года.
2. ↑  Социальная парадигма. Дата обращения: 30 ноября 2016. Архивировано 19 ноября 2016 года.
3. ↑  Meaning of Naturalistic paradigm. Дата обращения: 10 декабря 2016. Архивировано 20 декабря 2016 года.
4. ↑  Теория структурации Э. Гидденса: Основные положения этой теории были изложены Э. Гиддснсом в работе. Дата обращения: 30 ноября 2016. Архивировано 1 декабря 2016 года.